# Radka
Radka ist ein weiblicher Vorname. Radka ist eine Kurzform von Namen wie Radmila, Radomira oder Radoslava.

## Namensträgerinnen
- Radka Denemarková (* 1968), tschechische Schriftstellerin und Übersetzerin
- Radka Donnell (1928–2013), Lyrikerin und Publizistin
- Radka Kovaříková (* 1975), tschechische Eiskunstlauf-Weltmeisterin (Paarlauf)
- Radka Popowa (* 1974), bulgarische Biathletin
- Radka Toneff (1952–1982), norwegische Jazzsängerin
- Radka Vodičková (* 1984), tschechische Triathletin
- Radka Zrubáková (* 1970), slowakische Tennisspielerin